# Afriqiyah Airways
Afriqiyah Airways (in arabo: الخطوط الجوية الأفريقية Al-Khuṭūṭ al-Jawwiyyah al-Afrīqiyyah) è una compagnia aerea statale con sede a Tripoli, Libia. Prima della rivoluzione del 17 febbraio 2011, operava servizi nazionali tra Tripoli e Bengasi e servizi di linea internazionali verso oltre 25 paesi in Europa, Africa, Asia e Medio Oriente; dalla fine della guerra, ha cercato di ricostruire la propria attività. La base principale di Afriqiyah Airways è tecnicamente l'aeroporto di Tripoli, sebbene sia chiuso dal 2014.

## Storia

### 2001-2011: costituzione e crescita
Afriqiyah Airways è stata fondata nell'aprile 2001 e ha iniziato i servizi di linea il 1º dicembre 2001. Il nome Afriqiyah deriva dalla parola araba per African. È interamente di proprietà del governo libico e, a marzo 2007, aveva 287 dipendenti. La compagnia aerea iniziò con un Boeing 737-400, ma nel 2003 fu introdotta una flotta interamente Airbus. La compagnia aerea italiana Blue Panorama ha istituito la compagnia aerea insieme al governo libico.
Afriqiyah Airways ha generato entrate per 120 milioni di dollari nel 2006.
La società ha firmato un Memorandum of Understanding per l'acquisto di sei Airbus A320 e tre Airbus A319 più un'opzione per cinque, nonché tre Airbus A330-200, con un'opzione per tre. Il primo A319 è stato consegnato l'8 settembre 2008.
I nuovi A320 e A319 entrarono in servizio sulla crescente rete internazionale di Afriqiyah, coprendo rotte dalla sua base a Tripoli verso diciassette destinazioni nell'Africa settentrionale, occidentale e centrale e in Medio Oriente, nonché verso destinazioni europee come Parigi, Bruxelles, Londra, Roma e Amsterdam. Gli A319 di Afriqiyah trasportano 112 passeggeri in una configurazione a due classi, mentre l'A320 può ospitare 142 in due configurazioni di classe (J16/Y126). Gli A330 servono le operazioni a lunga distanza sulle rotte verso l'Africa meridionale, l'Asia e l'Europa e hanno una configurazione a due classi con 230 posti (J30 / Y200). Dal 2015 la compagnia aerea non vola più verso alcune di queste destinazioni.
Il 20 agosto 2009, un aereo della Air Afriqiyah (registrazione 5A-IAY), l'aereo privato del colonnello Gheddafi, è volato all'aeroporto di Glasgow per raccogliere Abelbasset al-Megrahi (che era stato condannato per l'attentato di Lockerbie del 1988 e rilasciato per motivi compassionevoli dal Segretario di gabinetto per la giustizia nel governo scozzese). È stato trasportato direttamente da Glasgow a Tripoli.
Tre A330 consegnati nel 2009 sono stati utilizzati per inaugurare nuove rotte per Dacca, Johannesburg e Kinshasa. Nell'inverno 2010, due nuove rotte sono state aggiunte alla rete della compagnia aerea: Pechino e Nouakchott.
A metà ottobre 2010, Afriqiyah Airways e Libyan Airlines (l'altra compagnia di bandiera della Libia) avrebbero dovuto fondersi in un'unica compagnia aerea, ma il processo venne rinviato.

### 2011: sospensione delle operazioni
In conseguenza della guerra civile libica e della conseguente no-fly zone sul paese imposta dalla NATO, in conformità con la risoluzione 1973 del Consiglio di sicurezza delle Nazioni Unite, tutte le operazioni di volo di Afriqiyah Airways sono state terminate il 17 marzo 2011.
Il punto 17 della risoluzione delle Nazioni Unite vietava specificamente i voli verso i membri delle Nazioni Unite con aeromobili registrati in Libia (5A). Ciò avrebbe dovuto essere revocato quando Afriqiyah Airways venne ufficialmente "non sanzionata" il 22 settembre 2011, quando gli aeromobili registrati in Libia avrebbero dovuto essere nuovamente autorizzati a entrare nello spazio aereo dell'UE. Ciò non è avvenuto e fino al 5 marzo 2013 tuttavia non era stato annunciato alcun allentamento di questo tipo e gli aerei immatricolati in Libia sono ancora, al 2020, banditi dall'Europa, compreso il sorvolo dello spazio aereo. La rotta Tripoli-Istanbul deve dirigersi più a est, attraverso Alessandria, il che aggiunge un'ora alla tratta. Afriqiyah Airways annunciò la previsione di riprendere i voli tra Tripoli e Londra entro la fine dell'anno, previo rilascio dei corretti permessi di trasporto aereo e di sicurezza, utilizzando Airbus A320. Tuttavia, i voli non ripresero fino al 3 luglio 2012. Per aggirare il divieto dell'UE, Afriqiyah noleggiò un A320 (ER-AXP) di Air Moldova, conforme ai requisiti dell'UE.

### Dal 2012 in poi: ricostruzione del dopoguerra
Dopo aver sofferto gravemente durante la guerra, Afriqiyah Airways ha espresso il suo rinnovato ottimismo per il futuro il 12 novembre 2012 quando ha aumentato il suo ordine per gli Airbus A350, annunciando un nuovo ordine per quattro A350-900 e convertendo il suo ordine originale per sei A350-800 in sei dei modelli A350-900 più grandi, portando il numero totale di A350 ordinati a 10 A350-900. Le consegne dovrebbero iniziare dopo il 2020 e la compagnia aerea prevede di schierare l'aereo su nuove rotte verso Stati Uniti, Medio Oriente e Asia.
Il 19 dicembre 2012, la compagnia aerea ha svelato la sua nuova livrea, che presenta una fusoliera bianca e una coda nera adornata da tre strisce blu, che rappresentano i segni del collo della Tortora. Questo design sostituirà la precedente livrea con il logo 9.9.99.
L'hub della compagnia aerea, il Tripoli International Airport, è stato chiuso dal 13 luglio 2014 ed è ancora chiuso a gennaio 2021. Afriqiyah Airways attualmente gestisce invece una piccola rete di rotte fuori dall'aeroporto militare di Mitiga.

## Destinazioni
Al 2022, la compagnia rimane tra i vettori aerei soggetti a divieto operativo nell'Unione europea.
Afriqiyah Airways opera voli di linea verso Arabia Saudita, Egitto, Libia, Sudan, Tunisia e Turchia.:

## Flotta

### Flotta attuale
A febbraio 2024 la flotta di Afriqiyah Airways è così composta:

### Flotta storica
Afriqiyah Airways operava in precedenza con i seguenti aeromobili:
- 2 Airbus A300-600
- 1 Airbus A340-200
- 4 Boeing 737-400

## Incidenti
- Il 25 maggio 2010, il volo Afriqiyah Airways 771, un Airbus A330-200, si schiantò al suolo durante un avvicinamento non di precisione a Tripoli a causa di errori dei piloti e della loro mancanza di coordinazione in cabina. Lo stesso equipaggio aveva effettuato un avvicinamento simile il 28 aprile, e anche lì erano stati evidenti problemi di coordinazione e di leadership. Nell'incidente persero la vita 103 dei 104 a bordo.[22]
- Il 25 agosto 2011, un Airbus A300 e un Airbus A320, entrambi vuoti, rimasero danneggiati gravemente durante uno scontro a fuoco tra i ribelli libici e le milizie di Gheddafi. Entrambi gli aerei vennero in seguito demoliti.[23][24]
- Il 20 luglio 2014, un Airbus A330, vuoto, prese fuoco e venne consumato dalle fiamme dopo essere stato colpito alla coda da un razzo durante uno scontro tra ribelli.[25]
- Il 23 dicembre 2016, il volo Afriqiyah Airways 209, un Airbus A320, viene dirottato mentre è in rotta verso Tripoli. L'aereo effettua un atterraggio a Malta dove i dirottatori, che dicevano di essere armati con granate, vengono arrestati.[26]
- Il 15 gennaio 2018, un Airbus A319, vuoto, rimase danneggiato durante uno scontro a fuoco nelle vicinanze dell'aeroporto. Venne in seguito demolito.[27]
- L'8 luglio 2019, un Airbus A320, vuoto, rimase danneggiato durante uno scontro a fuoco nelle vicinanze dell'aeroporto. Venne in seguito demolito.[28]